# Limburg United
Limburg United ist eine professionelle Basketballmannschaft aus Hasselt in der belgischen Provinz Limburg. Sie wurde 2014 gegründet mit dem Ziel der Teilnahme an der geschlossenen Profiliga Basketball League Belgium, von der sie im Folgenden auch lizenziert wurde. Infolge eines Sponsoringvertrags lautet der vollständige Name der Mannschaft derzeit Hubo Limburg United.

## Geschichte
Die zuletzt erfolgreichste Basketballmannschaft in der Provinz Limburg war der Bree BBC, welcher 2005 belgischer Meister geworden war, aber 2008 seine professionelle Mannschaft aus der geschlossenen Basketball League Belgium (BLB) zurückziehen musste. Anschließend war in der höchsten belgischen Spielklasse kein Verein aus der Provinz vertreten. 2014 gründete man in der Provinzhauptstadt Hasselt einen neuen Verein mit dem Ziel der Teilnahme an der Profiliga BLB. Teil des Konzepts war die Gründung der Lotto Academy zur Förderung der Nachwuchsspieler der Provinz. Die Mannschaft wurde anschließend von der BLB lizenziert und nahm mit Beginn der Saison 2014/15 am Spielbetrieb der BLB teil. Erster Cheftrainer wurde Brian Lynch, Ehemann von Kim Clijsters und 2005 als Spieler Meister mit dem Bree BBC. Nach dem vierten Hauptrundenplatz in der ersten Spielzeit verlor man in der ersten Play-off-Runde gegen den früheren Serienmeister Spirou BC Charleroi. Ein Jahr später erreichte man nach der gleichen Hauptrundenplatzierung das Halbfinale, in dem man sich erst knapp nach fünf Spielen Titelverteidiger Telenet Oostende verloren gab. Mit Beginn der Saison 2016/17 nimmt Hubo Limburg United erstmals an einen internationalen Vereinswettbewerb teil und startet im FIBA Europe Cup 2016/17.

## Bekannte Spieler
- Seamus Boxley 2014/15
- Jesse Sanders 2014/15
- Dane Watts 2015
- Barry Stewart 2014–16
- Jordan Hulls 2015/16
- Stanton Kidd 2015/16
- Seth Tuttle seit 2016
- Hörður Vilhjálmsson seit 2016
- / Wen-Boss Mukubu seit 2016